# 加蒂奈地区凡
加蒂奈地区凡（法語：Feins-en-Gâtinais，法語發音：[fɛ̃ ɑ̃ ɡatinɛ]）是法国卢瓦雷省的一个市镇，位于该省东南部，属于蒙塔日区。

## 地名
尽管带有“在加蒂奈地区”（en-Gâtinais）这一后缀，但事实上该市镇地理和历史上都不在加蒂奈地区，而是在皮赛地区。

## 地理
加蒂奈地区凡（47°44'47"N, 2°50'27"E）面积11.89 平方千米，位于法国中央-卢瓦尔河谷大区卢瓦雷省，该省份为法国中北部省份，北起埃松省，西北接厄尔-卢瓦省，西南接卢瓦-谢尔省，南至涅夫勒省和谢尔省，东临约讷省，东北接塞纳-马恩省。
与加蒂奈地区凡接壤的市镇（或旧市镇、城区）包括：卢万河畔达马里、阿东、埃斯克里涅勒、罗尼-莱塞特埃克吕斯。
加蒂奈地区凡的时区为UTC+01:00、UTC+02:00（夏令时）。

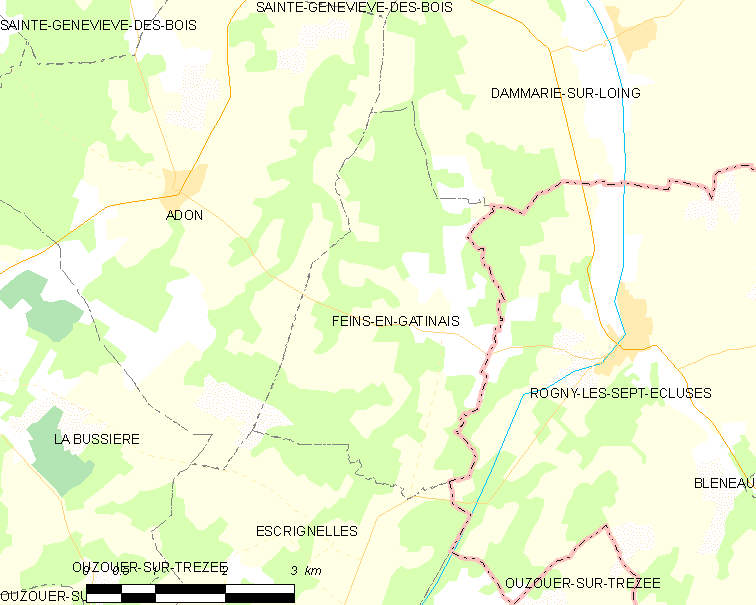
加蒂奈地区凡的OSM定位图

## 行政
加蒂奈地区凡的邮政编码为45230，INSEE市镇编码为45143。

## 政治
加蒂奈地区凡所属的省级选区为日安县。

## 人口

1962-2008年间加蒂奈地区凡人口变化图示

加蒂奈地区凡于2022年1月1日时的人口数量为30人。